# Shin Sung-rok
Dans ce nom, le nom de famille, Shin, précède le nom personnel coréen.
Shin Sung-rok (coréen : 신성록), né le 23 novembre 1982 à Séoul, est un acteur et chanteur sud-coréen. Il apparaît à la fois sur la scène musicale, à la télévision et au cinéma.

## Biographie

### Une jeunesse sportive
Durant son enfance, Shin aspire à devenir basketteur professionnel aux côtés de son cadet Je-rok. Les deux frères fréquentent le lycée Whimoon, une institution réputée pour proposer l'un des meilleurs programmes de basket-ball de Séoul.
À la suite d'une blessure, Shin décide de changer de voie : il intègre le lycée des Arts d'Anyang. Il est par la suite admis à l'Université de Suwon, où il se spécialise dans le théâtre et le cinéma mais abandonne ses études lorsqu'il décroche une audition pour une pièce de théâtre.

### Des débuts compliqués
Si ses débuts à la télévision remontent à 2002, Shin peine à véritablement lancer sa carrière : sa grande taille (1 mètre 89) est considérée comme un obstacle par les réalisateurs qui le cantonnent au mieux à des rôles secondaires, au pire à de la figuration. La majeure partie de ses castings se soldent par des refus. Shin décide alors de perfectionner son art sur scène et rejoint la compagnie de théâtre Hakchon.
Ses prémices au théâtre s'avèrent tout aussi compliqués. Pour son premier rôle dans la comédie musicale Moskito, il affronte une nouvelle désillusion : la première représentation se tient devant une vingtaine de spectateurs alors que la salle contient 500 places. Cet échec mine son moral et le frustre tout en renforçant sa ténacité et ses certitudes.

### Une première consécration sur scène
Courant 2006, alors qu'il s'illustre sur la scène musicale avec le rôle principal de Dracula, Shin est choisi pour intégrer le casting du drama Hyena. Ce premier rôle important lui permet de décrocher de nombreux seconds rôles dans des séries et des films, notamment dans Thank You (2007) et My Life's Golden Years / All About My Family (2008).
S'il reste alors méconnu du grand public, Shin commence à se démarquer sur scène. En 2007, il est sélectionné parmi 400 candidats pour le rôle phare de Solomon dans Dancing Shadows, une adaptation musicale de la pièce Forest Fire signée par le dramaturge Cha Beom-seok. Pour sa performance, il est nommé aux Korea Musical Awards dans la catégorie Meilleur nouvel interprète.

### Entre la scène et les plateaux
À la suite de Dancing in Shadows, Shin enchaîne les rôles phares sur scène. Les critiques soulignent ses capacités de jeu, sa voix de baryton forte et puissante ainsi que ses notes d'alto à la fois délicates et claires. Il est désormais considéré comme une star de la comédie musicale, y compris par les amateurs du genre à l'étranger.
Definitely Neighbors (2010) accroît sa popularité naissante à la télévision ; pour son interprétation, Shin remporte le prix du Meilleur Acteur dans un second rôle durant les SBS Drama Awards,. C'est toutefois son rôle d'antagoniste Mon amour venu des étoiles (2013) qui lui attire le plus de succès et lui vaut le plus de récompenses,.
Malgré ses essais concluants au cinéma et la télévision, la vocation de Shin reste avant tout sur les planches : « J'éprouve plus d'affection pour la scène [que pour la télévision]. Je pense que c'est sur scène que les comédiens apprennent la vie et comprennent le sens du métier d'acteur. C'est là que j'ai appris à jouer et que j'ai gagné en confiance. Je pense que mon cœur appartiendra à la scène toute ma vie. [...] [C'est] comme une ancienne maison et elle a fait de moi ce que je suis aujourd'hui, [...] même si je suis débordé, je n'arrêterais jamais de jouer dans des comédies musicales ».

## Vie privée
Shin a un frère cadet, Shin Jae-rok. Ce dernier est un ancien joueur de basket-ball professionnel qui a intégré pendant de courtes périodes les clubs Anyang KT&G Kites et Changwon LG Sakers avant de se retirer du milieu sportif. Par la suite, il est devenu chef et a ouvert son propre restaurant. Tous deux sont apparu dans l'émission de KBS, Happy Together, en juillet 2015.
En juin 2016, à Hawai, Shin épouse Kang Seo-young, une jeune femme hors de l'industrie du divertissement. En novembre de la même année, ils deviennent parents d'une fille, Yul.

## Performances
- 2002 : Shoot for the Stars
- 2003 : Heungbu's Good Luck
- 2006 : Hyena : Lee Seok-jin
- 2007 : Thank You : Choi Seok-hyun
- 2007 : Drama City : Lee Jin-ho
- 2008 : The Art of Seduction : Hyun-soo
- 2008 : One Mom and Three Dads : Na Hwang Kyung-tae
- 2008 : My Life's Golden Age : Go Kyung-woo
- 2010 : Definitely Neighbors : Jang Gun-hee
- 2013 : Mon amour venu des étoiles : Lee Jae-kyung
- 2014 : Lovers of Music : Jo Geun-woo
- 2014 : Liar Game : Kang Do-young
- 2014 : The King's Face : Kim Do-chi
- 2016 : On the Way to the Airport : Park Jin-suk
- 2017 : Man Who Dies to Live : Kang Ho-rim
- 2018 : Return : Oh Tae-seok
- 2018-2019 : The Last Empress : Lee Hyuk
- 2019 : Vagabond : Gi Tae-woong
- 2019 : Perfume : Seo Yi-do
- 2020 : Kairos : Kim Seo-jin
- 2022 : Doctor Lawyer : Jayden Lee
- 2024 : The Judge from Hell : Baël (invité)

### Cinéma

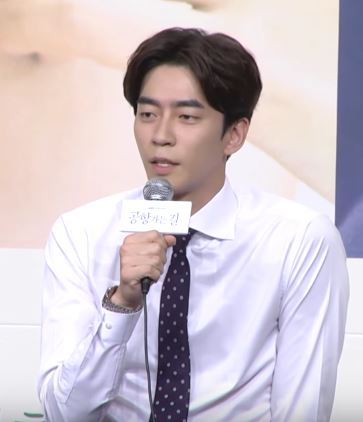
L'acteur lors d'une conférence de presse, en 2016.

- 2005 : All for Love : Le joueur de basket
- 2007 : The Worst Guy Ever : Kwon Jae-hoon
- 2008 : Lovers of Six Years : Lee Jin-sung
- 2010 : Bloody Innocent : Dong-shik
- 2010 : Finding Mr. Destiny : Capitaine Choi (caméo)
- 2011 : The Story of My Life : Sung-rok
- 2011 : Pitch High : Kang Dae-hyun (caméo)
- 2016 : The Age of Shadows : Jo Hwe-ryung
- 2017 : The Prison : Chang-gil

## Scènes

### Comédies musicales
| Année(s)  | Titre                                                | Titre                   | Rôle                              | Théâtre                                                        |
| Année(s)  | Romanisation                                         | Coréen                  | Rôle                              | Théâtre                                                        |
| --------- | ---------------------------------------------------- | ----------------------- | --------------------------------- | -------------------------------------------------------------- |
| 2004-2005 | Moskito                                              | 모스키토                | Voter                             | Baekam Art Hall in Samseong-dong, Gangnam-gu, Séoul            |
| 2004-2008 | Singin' in the Rain                                  | 사랑은 비를 타고        | Dong-hyun                         | Hanseong Art Hall 2                                            |
| 2006      | Finding Kim Jong-wook                                | 김종욱 찾기             | Kim Jong Wook et le premier amour | JTN Art Hall 1                                                 |
| 2006      | Dracula                                              | 드라큘라                | Dracula                           | Hanjeon Art Center                                             |
| 2006      | Singin' in the Rain                                  | 패션 오브 더 레인       | Dong-hyun                         | Universal Art Center                                           |
| 2007      | Mismatched Lover                                     | 실연남녀                | Kang Yeon-oh                      | The Good Theater                                               |
| 2007      | Dancing Shadow                                       | 댄싱 섀도우             | Solomon                           | Seoul Arts Center Opera Theater                                |
| 2007      | Mismatched Lover                                     | 실연남녀                | Kang Yeon-oh                      | Daehakro T.M. 1                                                |
| 2007      | Finding Kim Jong Wook                                | 김종욱 찾기             | Kim Jong Wook et le premier amour | JTN Art Hall 1                                                 |
| 2008      | Mismatched Lover - Busan                             | 실연남녀 - 부산         | Kang Yeon-oh                      | Busan Cultural Center Chungmu Theater                          |
| 2008      | Fiddler on the Roof                                  | 지붕위의 바이올린       | Percy                             | National Theater Haewolim Theater                              |
| 2009      | My Scary Girl                                        | 마이 스케어리 걸        | Hwang Dae-woo                     | Chungmu Art Center Main Theater                                |
| 2009      | My Scary Girl                                        | 마이 스케어리 걸        | Hwang Dae-woo                     | The Stage                                                      |
| 2009      | Roméo et Juliette                                    | 로미오 앤 줄리엣        | Roméo                             | Seoul Arts Center Opera Theater                                |
| 2009      | My Scary Girl - Daejeon                              | 마이 스케어리 걸 - 대전 |                                   | Chungnam National University Cultural Center, Jeongsimhwa Hall |
| 2009-2010 | Jack the Ripper                                      | 살인마 잭               | Daniel                            | Universal Art Center                                           |
| 2010      | Monte Cristo                                         | 몬테크리스토            | Edmond Dantès / Monte Cristo      | Universal Art Center                                           |
| 2010      | Monte Cristo                                         | 몬테크리스토            | Edmond Dantès / Monte Cristo      | Daegu Arts Center                                              |
| 2010      | Monte Cristo                                         | 몬테크리스토            | Edmond Dantès / Monte Cristo      | Gwangju Cultural Center, Daeguk Hall                           |
| 2010      | Monte Cristo                                         | 몬테크리스토            | Edmond Dantès / Monte Cristo      | Busan Citizens' Hall, Main Theater                             |
| 2010      | The Story of My Life                                 | 스토리 오브 마이 라이프 | Thomas Weaver                     | Dongsoong Art Center, Dongsoong Hall                           |
| 2010      | Tick, Tick... Boom!                                  | 틱틱붐                  | Jon                               | Chungmu Art Center Main Theater, Black                         |
| 2010      | Hero (ko)                                            | 영웅                    | An Jung-geun                      | National Theater, Haorum Theater                               |
| 2011      | Hero (ko)                                            | 영웅                    | An Jung-geun                      | Daejeon Arts Center, Art Hall                                  |
| 2011      | Hero (ko)                                            | 영웅                    | An Jung-geun                      | Ansan Culture and Arts Center, Sunrise Theater                 |
| 2011      | Monte Cristo                                         | 몬테크리스토            | Edmond Dantès / Monte Cristo      | Chungmu Art Center Main Theater, Black                         |
| 2011      | Monte Cristo                                         | 몬테크리스토            | Edmond Dantès / Monte Cristo      | Daejeon Arts Center, Art Hall                                  |
| 2011      | Monte Cristo                                         | 몬테크리스토            | Edmond Dantès / Monte Cristo      | Korea Sound Culture Hall, Chamber Hall, Jeonju                 |
| 2011      | Monte Cristo                                         | 몬테크리스토            | Edmond Dantès / Monte Cristo      | Gwangju Cultural Center, Main Theater                          |
| 2011      | Monte Cristo                                         | 몬테크리스토            | Edmond Dantès / Monte Cristo      | Gyeonggi Arts Center, Main Theater, Suwon                      |
| 2011      | Monte Cristo                                         | 몬테크리스토            | Edmond Dantès / Monte Cristo      | Busan Cultural Center, Main Theater                            |
| 2011      | Monte Cristo                                         | 몬테크리스토            | Edmond Dantès / Monte Cristo      | Mokpo Citizens' Culture and Sports Center, Main Theater        |
| 2011      | Monte Cristo                                         | 몬테크리스토            | Edmond Dantès / Monte Cristo      | Jeju Art Center                                                |
| 2013-2014 | Carmen                                               | 카르멘                  | Don José                          | LG Art Centre                                                  |
| 2014      | Le Roi Soleil                                        | 태양왕                  | Louis XIV                         | Blue Square Shinhan Card Hall                                  |
| 2014      | Le Roi Soleil                                        | 태양왕                  | Louis XIV                         | Gimhae Cultural Center, Maru Hall                              |
| 2014      | Le Roi Soleil                                        | 태양왕                  | Louis XIV                         | Daegu Kyemyung Art Center                                      |
| 2014      | Le Roi Soleil                                        | 태양왕                  | Louis XIV                         | Gwangju Cultural Center, Main Theater                          |
| 2014      | Le Roi Soleil                                        | 태양왕                  | Louis XIV                         | Daejeon Arts Center, Art Hall                                  |
| 2014      | Le Roi Soleil                                        | 태양왕                  | Louis XIV                         | Goyang Aram Nuri Aram Theater                                  |
| 2015      | Elisabeth                                            | 엘리자벳                | La Mort                           | Blue Square Shinhan Card Hall                                  |
| 2015      | Elisabeth                                            | 엘리자벳                | La Mort                           | Daegu Kyemyung Art Center                                      |
| 2015      | Elisabeth                                            | 엘리자벳                | La Mort                           | Changwon Seongsan Art Hall, Main Theater                       |
| 2015      | Elisabeth                                            | 엘리자벳                | La Mort                           | Daejeon Arts Center, Art Hall                                  |
| 2015      | Elisabeth                                            | 엘리자벳                | La Mort                           | Gyeonggi Arts Center, Main Theater, Suwon                      |
| 2016      | Mata Hari                                            | 마타하리                | Colonel Ladoux                    | Blue Square Shinhan Card Hall                                  |
| 2016      | Daddy Long Legs                                      | 키다리 아저씨           | Jervis Pendleton                  | Yes24 Stage 1 Hall                                             |
| 2016      | Monte Cristo                                         | 몬테크리스토            | Edmond Dantès / Monte Cristo      | Chungmu Art Center, Main Theater                               |
| 2017      | Monte Cristo                                         | 몬테크리스토            | Edmond Dantès / Monte Cristo      | Jeju Art Center                                                |
| 2017      | Monte Cristo                                         | 몬테크리스토            | Edmond Dantès / Monte Cristo      | Korea Sound Culture Hall, Chamber Hall                         |
| 2017      | Monte Cristo                                         | 몬테크리스토            | Edmond Dantès / Monte Cristo      | Cheonan Arts Center, Main Theater                              |
| 2017      | Monte Cristo                                         | 몬테크리스토            | Edmond Dantès / Monte Cristo      | Ulsan Culture and Arts Center, Main Theater                    |
| 2017      | Monte Cristo                                         | 몬테크리스토            | Edmond Dantès / Monte Cristo      | Changwon Seongsan Art Hall, Main Theater                       |
| 2017      | Monte Cristo                                         | 몬테크리스토            | Edmond Dantès / Monte Cristo      | Gyeonggi Arts Center, Main Theater                             |
| 2017      | Monte Cristo                                         | 몬테크리스토            | Edmond Dantès / Monte Cristo      | Gwangju Culture and Arts Center, Main Theater                  |
| 2017      | Monte Cristo                                         | 몬테크리스토            | Edmond Dantès / Monte Cristo      | Icheon Art Hall, Main Theater                                  |
| 2017      | Monte Cristo                                         | 몬테크리스토            | Edmond Dantès / Monte Cristo      | Busan Citizen's Hall, Main Theater                             |
| 2017      | Daddy Long Legs                                      | 키다리 아저씨           | Jarvis Pendleton                  | Yes24 Stage 1                                                  |
| 2017      | Monte Cristo                                         | 몬테크리스토            | Edmond Dantès / Monte Cristo      | Incheon Culture & Arts Center Grand Theater                    |
| 2017      | Monte Cristo                                         | 몬테크리스토            | Edmond Dantès / Monte Cristo      | Ansan Culture & Arts Center Sunrise Theater                    |
| 2017      | Monte Cristo                                         | 몬테크리스토            | Edmond Dantès / Monte Cristo      | Daegu Keimyung Arts Center                                     |
| 2017      | Monte Cristo                                         | 몬테크리스토            | Edmond Dantès / Monte Cristo      | Daejeon Arts Center Art Hall                                   |
| 2017      | Daddy Long Legs                                      | 키다리 아저씨           | Jarvis Pendleton                  | Daegu Bongsan Cultural Center Grand Theater (Gaon Hall)        |
| 2017-2018 | Sandglass                                            | 모래시계                | Park Tae-soo                      | Chungmu Art Center Main Theater                                |
| 2018      | The Devotion of Suspect X                            | 용의자 X의 헌신         | Yukawa                            | Yes24 Stage 1                                                  |
| 2018      | Daddy Long Legs                                      | 키다리 아저씨           | Jarvis Pendleton                  | Baekam Art Hall                                                |
| 2019      | Daddy Long Legs                                      | 키다리 아저씨           | Jarvis Pendleton                  | Daehakro Dream Art Center 1                                    |
| 2019-2020 | Rebecca                                              | 레베카                  | Maxim de Winter                   | Chungmu Art Center, Main Theater                               |
| 2020      | Rebecca                                              | 레베카                  | Maxim de Winter                   | Gimhae Cultural Center, Maru Hall                              |
| 2020      | Rebecca                                              | 레베카                  | Maxim de Winter                   | Busan Dream Theater                                            |
| 2020      | Rebecca                                              | 레베카                  | Maxim de Winter                   | Gwangju Cultural Center                                        |
| 2020-2021 | Monte Cristo                                         | 몬테크리스토            | Edmond Dantes / Monte Cristo      | LG Art Center                                                  |
| 2021      | Dracula                                              | 드라큘라                | Dracula                           | Blue Square Shinhan Card Hall                                  |
| 2021-2022 | Jekyll & Hyde                                        | 지킬 앤 하이드          | Le Docteur Jekyll / Mister Hyde   | Charlotte Theater                                              |
| 2022      | Jekyll & Hyde                                        | 지킬 앤 하이드          | Le Docteur Jekyll / Mister Hyde   | Cheonan Arts Center, Grand Theater                             |
| 2022      | Jekyll & Hyde                                        | 지킬 앤 하이드          | Le Docteur Jekyll / Mister Hyde   | Gyeongnam Cultural and Arts Center, Grand Theater, Jinju       |
| 2022      | Jekyll & Hyde                                        | 지킬 앤 하이드          | Le Docteur Jekyll / Mister Hyde   | Seongnam Arts Center, Opera House                              |
| 2022      | Jekyll & Hyde                                        | 지킬 앤 하이드          | Le Docteur Jekyll / Mister Hyde   | Ulsan Culture & Arts Center, Main Hall                         |
| 2022      | Jekyll & Hyde                                        | 지킬 앤 하이드          | Le Docteur Jekyll / Mister Hyde   | GS Caltex Yeoulmaru Grand Theater, Yeosu                       |
| 2022      | Elisabeth                                            | 엘리자벳 - 부산         | La Mort                           | Blue Square Shinhan Card Hall                                  |
| 2022      | Elisabeth                                            | 엘리자벳 - 부산         | La Mort                           | Busan Dream Theater                                            |
| 2022      | Sweeney Todd : Le Diabolique Barbier de Fleet Street | 스위니토드              | Sweeney Todd                      | Charlotte Theater                                              |
| 2023      | Ben-Hur                                              | 벤허                    | Ben-Hur                           | LG Art Center, Seoul LG SIGNATURE Hall                         |
| 2023      | Dracula                                              | 드라큘라                | Dracula                           | Charlotte Theater                                              |
| 2024      | Pagwa                                                | 파과                    | Tu-woo                            | Hongik University Daehangno Art Center, Grand Theater          |
| 2024      | Dracula                                              | 드라큘라                | Dracula                           | Daejeon Arts Center, Art Hall                                  |
| 2024      | Dracula                                              | 드라큘라                | Dracula                           | Busan Cultural Center, Grand Theater                           |
| 2024      | Frankenstein - 10th Anniversary                      | 프랑켄슈타인 - 10주년   | Victor Frankenstein / Jack        | Blue Square Shinhan Card Hall                                  |

### Théâtre
| Année | Titre        | Titre  | Rôle          | Théâtre              |
| Année | Romanisation | Coréen | Rôle          | Théâtre              |
| ----- | ------------ | ------ | ------------- | -------------------- |
| 2007  | Hamlet       | 햄릿   | Prince Hamlet | Universal Art Center |
| 2013  | Closer       | 클로저 | Dan           | Art One Theatre 1    |

## Récompenses
| Année | Cérémonie                              | Catégorie                                            | Œuvre concernée                    | Résultat | Référence |
| ----- | -------------------------------------- | ---------------------------------------------------- | ---------------------------------- | -------- | --------- |
| 2007  | Korea Musical Awards                   | Meilleur nouvel acteur                               | Dancing Shadows                    | Nommé    |           |
| 2008  | MBC Drama Awards                       | Meilleur nouvel acteur                               | My Life's Golden Age               | Nommé    |           |
| 2010  | SBS Drama Awards                       | Meilleur acteur secondaire                           | Definitely Neighbors               | Lauréat  | [ 10 ]    |
| 2014  | Korea Drama Awards                     | Prix de la Hot Star                                  | Mon amour venu des étoiles         | Lauréat  | [ 17 ]    |
| 2014  | APAN Star Awards                       | Meilleur acteur secondaire                           | Mon amour venu des étoiles         | Nommé    |           |
| 2014  | Korea Culture and Entertainment Awards | Prix d'excellence pour un comédien dans une série    | Mon amour venu des étoiles         | Lauréat  |           |
| 2014  | SBS Drama Awards                       | Prix d'excellence pour un comédien dans une série    | Mon amour venu des étoiles         | Lauréat  | [ 18 ]    |
| 2014  | KBS Drama Awards                       | Meilleur acteur secondaire                           | Lovers of Music et The King's Face | Lauréat  |           |
| 2017  | MBC Drama Awards                       | Prix d'excellence pour un acteur dans une mini-série | Man Who Dies to Live               | Lauréat  | [ 19 ]    |
| 2018  | SBS Drama Awards                       | Prix d'excellence                                    | The Last Empress                   | Lauréat  |           |
| 2018  | SBS Drama Awards                       | Meilleur personnage                                  | Return                             | Lauréat  |           |
| 2019  | Korea Drama Awards                     | Prix d'excellence pour un acteur                     | Perfume                            | Nommé    | [ 20 ]    |
| 2019  | KBS Drama Awards                       | Prix netizen pour un acteur                          | Perfume                            | Nommé    |           |
| 2019  | KBS Drama Awards                       | Prix d'excellence pour un acteur dans une mini-série | Perfume                            | Nommé    |           |
| 2019  | KBS Drama Awards                       | Meilleur couple avec Ko Won-hee                      | Perfume                            | Nommé    |           |
| 2019  | SBS Drama Awards                       | Prix d'excellence pour un acteur dans une mini-série | Vagabond                           | Nommé    |           |
| 2020  | SBS Entertainment Awards               | Prix du meilleur artiste                             | Master in the House                | Lauréat  | [ 21 ]    |
| 2020  | MBC Drama Awards                       | Prix d'excellence                                    | Kairos                             | Lauréat  | [ 22 ]    |
| 2020  | MBC Drama Awards                       | Meilleur couple avec Lee Se-young                    | Kairos                             | Nommé    | [ 22 ]    |
| 2022  | MBC Drama Awards                       | Prix d'excellence pour un acteur dans une mini-série | Doctor Lawyer                      | Nommé    | [ 23 ]    |